# Schloss Hoya
Das Schloss Hoya war die Residenz der Grafen von Hoya in der Stadt Hoya im niedersächsischen Landkreis Nienburg. Die dreiflügelige Anlage befindet sich heute auf dem östlichen Weserufer. Sie lag zusammen mit der Kirche ursprünglich auf einer Weserinsel, die erst Ende des 17. Jahrhunderts durch Zuschütten des Weserarmes mit dem Ort vereinigt wurde.

## Geschichte
Ein erster Sitz des Grafengeschlechts auf einer heute verschwundenen Burg 300 m südwestlich des Schlosses wird nur in der fragmentarisch überlieferten Chronik des Stifts Bücken erwähnt. Diese soll gegen Ende des 12. Jahrhunderts vom Stammvater des Geschlechts errichtet und kurz darauf von den Grafen von Wunstorf zerstört worden sein, worauf die Grafen von Hoya ihren Sitz an die Stelle des heutigen Schlosses verlegten. Im 16. Jahrhundert sollen auf dieser leicht erhöhten Burgstelle noch Reste der Burg vorhanden gewesen sein.
Die Burg an der Stelle des heutigen Schlosses wurde 1233 erstmals erwähnt. Das Grafengeschlecht teilte seine Herrschaft 1345 in Ober- und Niedergrafschaft auf. Hoya war Sitz der die Niedergrafschaft regierenden Linie. Nach dem Aussterben dieses Zweigs im Jahr 1503 wurde die Residenz in das Schloss Nienburg verlegt, Schloss Hoya fungierte fortan nur noch als Amtssitz. Diese Rolle behielt das Schloss auch unter den Herzögen von Braunschweig-Lüneburg bei, die 1582 die Nachfolge der ausgestorbenen Grafen von Hoya antraten. Nach alten Abbildungen bestand das Schloss aus zweistöckigen Fachwerkgebäuden mit massivem Sockel, die einen runden Hof umgaben. Der Eingang war durch einen rechteckigen Bergfried mit Tordurchfahrt geschützt. Östlich schloss sich eine kleine, ummauerte Vorburg an. Im Dreißigjährigen Krieg wechselte das Schloss mehrfach den Besitzer und wurde dabei schwer beschädigt, wobei Vorburg, Vorwerk und die Burgmannshöfe abbrannten.
Beim Wiederaufbau ist die Vorburg nicht mehr mit Mauern, sondern nur noch mit Palisaden befestigt worden. Die heutigen Ost- und Westflügel der Schlossanlage stammen in ihrem Kern noch aus dem Mittelalter, sind aber im 19. Jahrhundert weitgehend umgebaut worden. Alle Fenster und der Turm wurden im 19. Jahrhundert zum Teil klassizistisch verändert. Der Mittelbau ist 1840 errichtet und 1852/53 aufgestockt worden. Der Baukomplex wurde durch einen einheitlichen Anstrich zusammengefasst. 1859 wurde das Schloss Sitz des Amtsgerichtes. Nach Auflösung des Amtsgerichtsbezirks Hoya war hier bis November 2010 die Zweigstelle des Amtsgerichtes Nienburg untergebracht.
Am 11. November 2013 beschloss der Rat der Stadt Hoya mit 9 gegen 6 Stimmen den Kauf des Schlosses mit Grundstück vom Land Niedersachsen zu einem Kaufpreis von 224.000 Euro.

## Persönlichkeiten
- Johannes Klenkok (um 1310 – 1374), Theologe und Augustinermönch

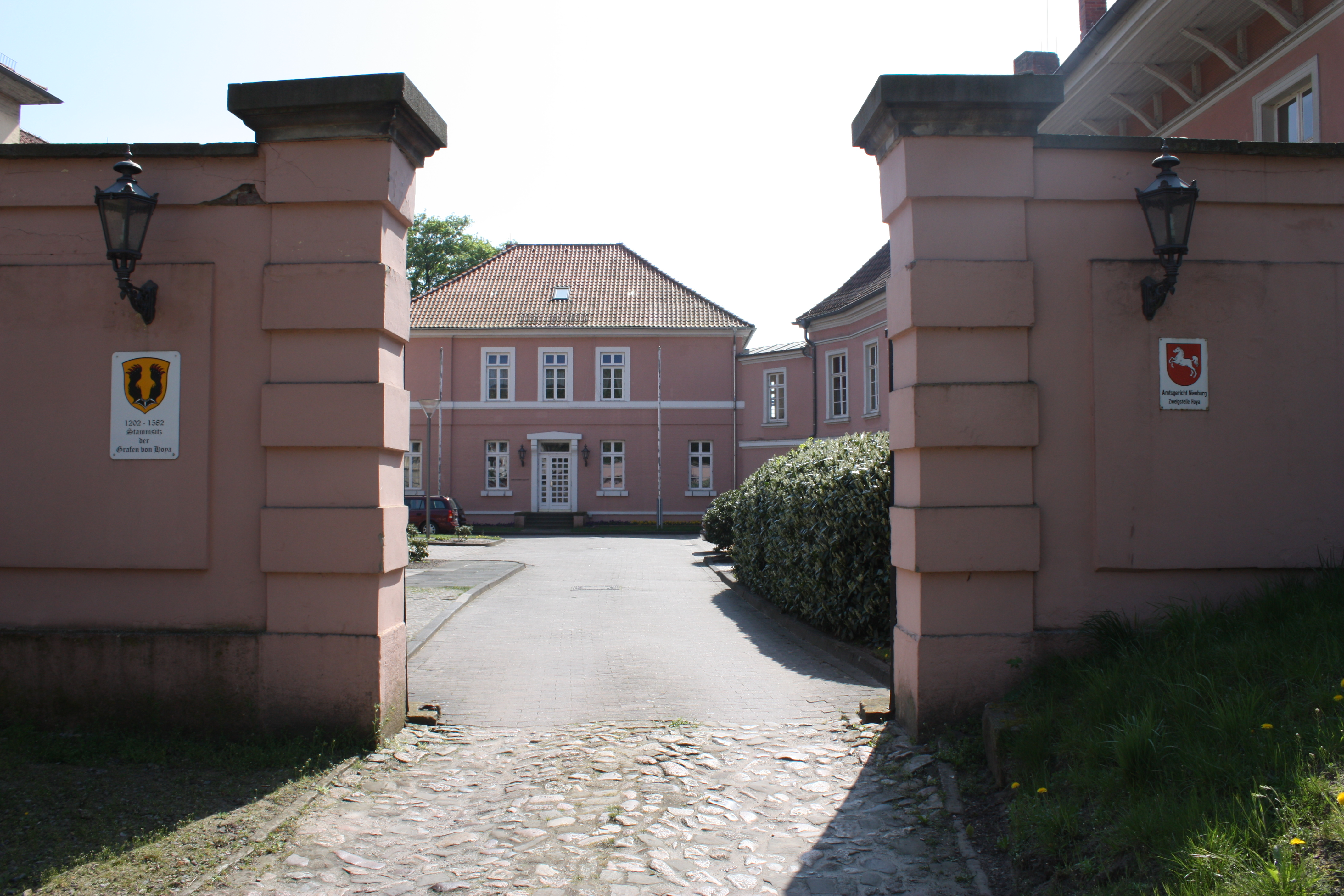
Eingang des Schlosses
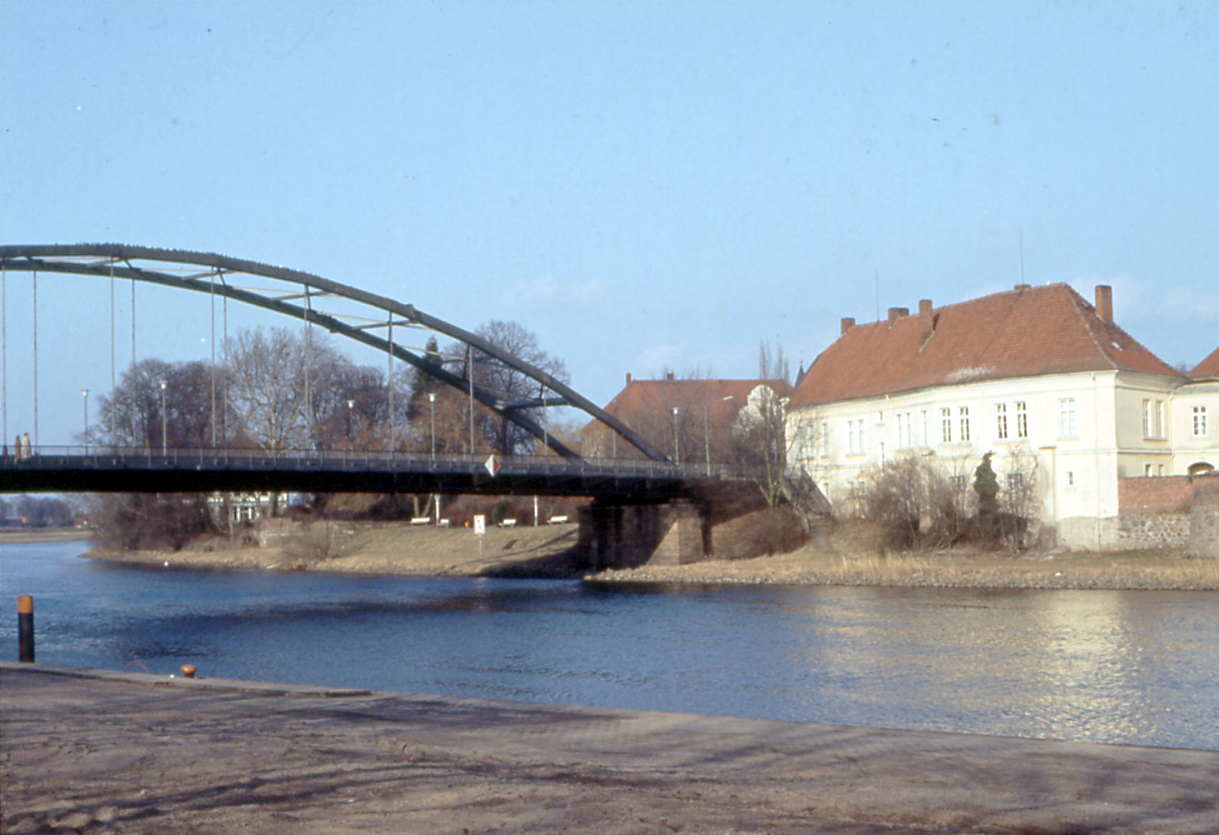
Das Schloss an der Weser
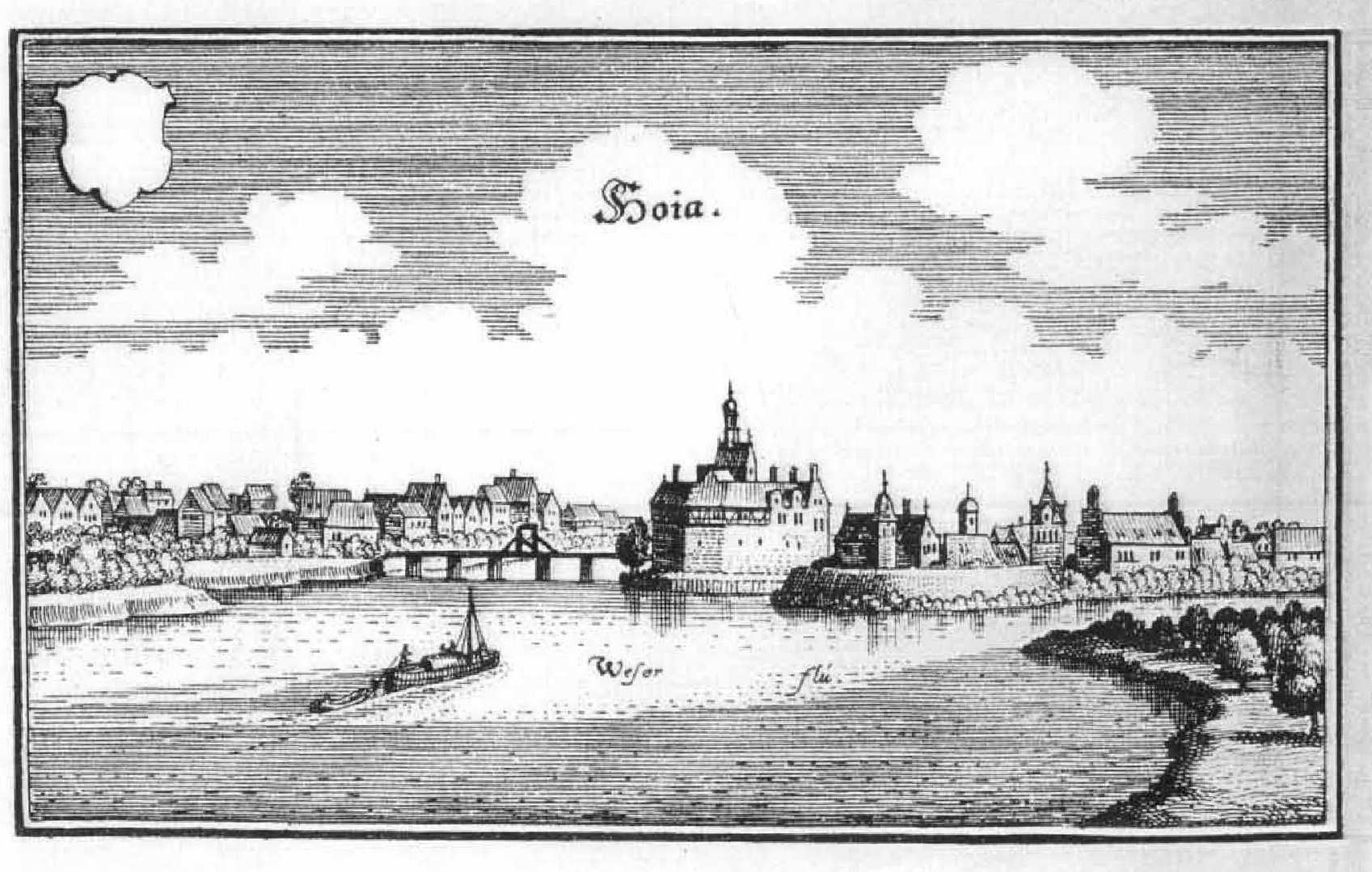
Das Schloss Hoya 1647
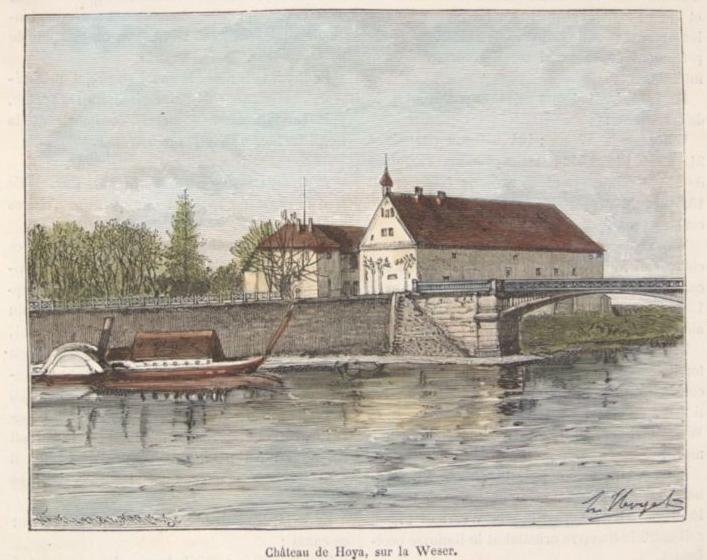
Das Schloss um 1880